# Antonio de la Pedrosa y Guerrero
Antonio Ignacio de la Pedrosa y Guerrero (* um 1660 in Spanien; † nach 1719) war ein spanischer Kolonialverwalter, der faktisch als erster Vizekönig von Neugranada amtierte.
Über die Herkunft Pedrosas ist wenig bekannt. Die erste Erwähnung findet er als Beamter in Murcia. Ab 1684 arbeitete er in Südamerika an der Real Audiencia von Santa Fé de Bogotá als Fiscal Protector de Indios.
Später ging er zurück nach Europa und stieg in der Verwaltung seines Mutterlandes auf.
Als König Philipp V. im Jahre 1717 die Kolonialverwaltung in Südamerika neu organisierte und die Einrichtung eines eigenen Vizekönigreichs Neugranada befahl, betraute er Pedrosa mit der Aufgabe, dies administrativ umzusetzen. Dabei sollte Pedrosa aber noch nicht den Titel eines Vizekönigs führen dürfen. Es wird vermutet, dass seine Herkunft dafür nicht ausreichte.
1718 gelangte Antonio de la Pedrosa nach Bogotá und übernahm den Befehl über die Kolonie von Erzbischof Francisco del Rincón. Er fand dort weitreichende Misswirtschaft und Korruption vor. Er machte sich daran, ausstehende Zahlungen an die Staatskasse einzutreiben. Er ordnete einen Festtagskalender an, um die Zahl der arbeitsfreien Tage zu begrenzen und ließ die Befestigungsanlagen von Santa Catalina erneuern.
Ermüdet bat er bald um Ablösung und wurde 1719 von Jorge de Villalonga ersetzt, der als erster auch den Titel eines Vizekönigs von Neugranada führte.
Über den weiteren Lebensweg von Antonio de Pedrosa ist nichts bekannt.